# کوتا یوشیدا
کوتا یوشیدا (انگلیسی: Kōta Yoshida؛ زادهٔ ) کارگردان فیلم، و فیلم‌نامه‌نویس اهل ژاپن است.